# Warungbanten
Warungbanten is een bestuurslaag in het regentschap Lebak van de provincie Banten, Indonesië. Warungbanten telt 2609 inwoners (volkstelling 2010).